# 萌芽月刊
《萌芽月刊》是由鲁迅与冯雪峰编辑，上海光华书局发行的一份左派文学刊物，于1930年1月1日创刊。《萌芽》创刊之初为半月刊，后改为月刊。
1930年3月2日，中国左翼作家联盟在上海成立，《萌芽》即成为左联的机关刊物之一，及至出版至第一卷第5期，遭到有关当局封禁；第6期更名《新地月刊》，再次遭到封禁。